# Adolphe Cohn
Adolphe Cohn (* 29. Mai 1851 in Paris; † 13. Februar 1930 ebenda) war ein US-amerikanischer Romanist und Literaturwissenschaftler französischer Herkunft.

## Leben und Werk
Cohn studierte an der École nationale des chartes und schloss 1874 ab. Dann ging er nach New York City und war von 1876 bis 1884 Amerika-Korrespondent der von Léon Gambetta herausgegebenen Zeitung La République française, anschließend bis 1895 der Zeitung Le Temps (Frankreich).
Daneben begann er 1882 eine Karriere als Hochschullehrer für Französisch, zuerst als Tutor an der Columbia University, 1884 als Instructor (1885–1891 Assistant Professor) an der Harvard University, schließlich von 1891 bis 1917 als Professor für Romanische Philologie und Kollege von Henry Alfred Todd an der Columbia University.
Cohn gab ab 1901 mit Henry Alfred Todd die „Columbia University Studies in Romance Philology and Literature“ heraus.
Cohn war Offizier der Ehrenlegion.

## Werke
- (Hrsg. mit Benjamin Duryea Woodward) Voltaire's prose, Boston 1898
- (Hrsg. mit Robert Louis Sanderson) Lesage, Histoire de Gil Blas de Santillane, Boston 1899
- (Hrsg.) Montaigne, The essays, New York/London 1907
- (Übersetzer und Hrsg. mit anderen) Complete works of Guy de Maupassant, 9 Bde., Boston/New York 1910
- French Literature, New York 1911
- (Übersetzer) James M. Beck, La guerre et l‘humanité, New York/Paris/Lausanne 1917